# René Houseman
René Orlando Houseman (La Banda, 1953. július 19. – 2018. március 22.) világbajnok argentin válogatott labdarúgó. 
Az argentin válogatott tagjaként részt vett az 1974-es és az 1978-as világbajnokságon.

## Sikerei, díjai
Huracán
- Argentin bajnok (1): 1973 Metropolitano

Independiente
- Copa Libertadores (1): 1984

Argentína
- Copa Newton (2): 1975, 1976
- Copa Lipton (1): 1976
- Világbajnok (1): 1978